# Simulium weji
Simulium weji är en tvåvingeart som beskrevs av Takaoka 2001. Simulium weji ingår i släktet Simulium och familjen knott.
Artens utbredningsområde är Thailand. Inga underarter finns listade i Catalogue of Life.